# Пиндаро де Карваљо Родригез
Пиндаро де Карваљо Родригез (Сао Пауло, 1. јун 1892. —  Рио де Жанеиро, 30. август 1965) био је бразилски фудбалер и селектор. Такође је био део бразилског тима за првенство Јужне Америке 1919.